# Furacão Arthur (2014)
O furacão Arthur foi o primeiro furacão conhecido a atingir a costa do estado americano da Carolina do Norte, e o primeiro furacão a atingir a costa dos Estados Unidos desde o furacão Isaac em 2012. A primeira tempestade nomeada da temporada de furacões no oceano Atlântico de 2014, Arthur desenvolveu-se a partir de uma área inicialmente não tropical de baixa pressão sobre o sudeste dos Estados Unidos que emergiu no oeste do Oceano Atlântico em 28 de junho. Depois de suficientemente organizada, desenvolvendo uma circulação bem definida e convecção profunda em meio a um ambiente favorável, foi classificada como depressão tropical em 1 de julho. O sistema continuou a fortalecer-se e foi declarado uma tempestade tropical mais tarde naquele dia. Movendo-se para o norte, a tempestade atingiu o status de furacão no início de 3 de julho e curvou em direção ao norte-nordeste. A organização estrutural adicional resultou em intensificação adicional, e pelas 01:00 UTC em 4 de julho, o sistema atingiu o seu pico de ventos de 160 km/h (100 mph) como uma furacão categoria 2 na escala de vento do furacão Saffir – Simpson. Arthur chegou à terra firme às 03:15 UTC sobre Shackleford Banks na Carolina do Norte, posicionado entre Cape Lookout e Beaufort, e intensificado um pouco mais, com uma pressão atmosférica mínima de 973 mbar ( hPa ; 28,70 inHg ). A tempestade então viajou rapidamente para o nordeste, enfraquecendo ao passar por Cabo Cod e Nantucket, antes de se transformar em um ciclone extratropical e chegar à costa em Weymouth, Nova Escócia, em 5 de julho. Os remanescentes continuaram geralmente para nordeste através do Canadá Atlântico antes de finalmente se dissiparem em 9 de julho sobre o Mar do Labrador.
Inúmeros alertas e alertas de ciclones tropicais foram emitidos para áreas ao longo da costa leste dos Estados Unidos. Um estado de emergência foi declarado por 26 Condados da Carolina do Norte, e evacuações obrigatórias e voluntárias foram impostas ao longo da costa do estado. Várias centenas de funcionários do governo foram destacados para ajudar nos esforços de evacuação e preparação, juntamente com equipamento pesado capaz de remover areia e detritos. Devido ao momento do furacão, muitas atividades do Dia da Independência dos Estados Unidos foram canceladas ou remarcadas. Os danos foram limitados a escombros espalhados e estradas inundadas, e embora 44.000 cortes de energia foram relatados e inundações generalizadas ocorreram ao longo das seções do norte da costa, nenhuma morte ou ferimentos graves foram relatados. Na Nova Inglaterra, Arthur trouxe inundações repentinas e causou cortes de energia adicionais, resultando no fechamento generalizado de estradas e suspensão do serviço de balsas. As perdas no país foram de US $ 10 milhões.
No Canadá Atlântico e Quebec, rajadas de furacão associadas aos remanescentes de Arthur produziram danos generalizados. Incontáveis árvores e linhas de energia caíram na região, deixando mais de 300.000 sem eletricidade. Os danos à rede elétrica na Nova Escócia foram considerados os piores desde o furacão Juan em 2003. Os esforços para restaurar e reparar a infraestrutura foram prolongados, com milhares ainda sem energia 10 dias após a tempestade. Os esforços para restaurar e reparar os danos à rede elétrica custam C $ 8,4 milhões (US $ 7,9 milhão). Avaliações da Nova Scotia Power (NSP) e New Brunswick Power (NBP) foram solicitadas devido a inúmeras reclamações de clientes e políticos. Uma falha de comunicação entre a NSP e o público exacerbou os problemas, e o primeiro-ministro da Nova Escócia, Stephen McNeil, condenou a resposta da empresa como "imperdoável". Impactos igualmente graves foram sentidos pela NBP, que sofreu um recorde de C $ 23 milhões (US $ 21,6 milhões) em danos causados pela tempestade.

## História Meteorológica
Em Junho 25 de 2014, uma área de chuvas e tempestades se desenvolveu no norte do Golfo do México à frente de um vale de ondas curtas no Texas.  Naquele dia, o National Hurricane Center (NHC) começou a monitorar a possibilidade de ciclogênese tropical ao largo do sudeste dos Estados Unidos na semana seguinte, já que se esperava que o sistema encontrasse condições ambientais favoráveis.  Uma área de vorticidade de baixo nível consolidada dentro do sistema em 26 de junho enquanto se movia para o nordeste através da Luisiana, Mississippi e Alabama. No dia seguinte, ele se interligou com uma fronteira frontal sobre a Geórgia e a Carolina do Sul antes de emergir no extremo oeste do Oceano Atlântico no início de 28 de junho.   Uma área de baixa pressão logo se formou dentro do sistema na costa da Carolina do Sul.  As condições ambientais geralmente favoráveis promoveram uma maior organização da baixa,  embora a convecção tenha permanecido mínima por vários dias.  Durante a segunda metade de 30 de junho, uma missão de reconhecimento meteorológico da Força Aérea dos Estados Unidos no sistema confirmou a presença de uma circulação bem organizada; no entanto, o deslocamento de chuvas e tempestades de seu centro atrasou a sua classificação.  A organização subsequente da convecção em uma característica de faixa ao longo do flanco sul do sistema, conforme representado por imagens de radar, levou o NHC a designar a baixa como Depressão Tropical Um às 00:00 UTC em 1 de julho.  Situado a 70 mi (110 km) leste-sudeste de Fort Pierce, Flórida, a depressão recentemente batizada moveu-se lentamente para o oeste dentro de uma área de correntes de direção fracas. Uma volta para o norte foi prevista como uma crista de nível médio construída sobre o Atlântico.

## Impacto

Loop do satélite infravermelho de Arthur se organizando ao norte das Bahamas em 1 de julho

Ao longo de 1 de julho, seguiu-se uma organização estrutural estável. Por volta das 15:00 UTC ventos de 61 km/h (38 mph) foram medidos no Settlement Point em Grande Bahama, o que levou o NHC a transformar a depressão em uma tempestade tropical e dar a ela o nome de Arthur.  Embora as condições ambientais em torno do ciclone tenham favorecido o desenvolvimento, o cisalhamento moderado do vento e as intrusões de ar seco na circulação prolongaram a organização.  Os efeitos do cisalhamento mostraram-se claramente nas imagens do radar WSR-88D de Melbourne, Flórida, que retratou uma característica ocular de nível médio deslocada 48 to 56 km (30 to 35 mi) do centro de nível baixo.  Em 2 de julho, Arthur adquiriu uma trilha constante para o norte, conforme previsto anteriormente. By July 2, Arthur acquired a steady northward track as previously forecast.  Ao longo do dia, a convecção consolidou-se em torno de um olho em desenvolvimento, à medida que o vento diminuiu e a tempestade se aproximou da força do furacão, com ventos atingindo 110 km/h (70 mph).
No início de 3 de julho, dados de caçadores de furacões voando na tempestade indicaram que Arthur atingiu o status de furacão cerca de 190 mi (310 km) ao sul-sudoeste de Cape Fear, North Carolina.   Neste momento, o furacão começou a girar ligeiramente para o norte-nordeste à medida que se aproximava de um ponto fraco na cordilheira subtropical à frente de um vale de camada profunda sobre o leste dos Estados Unidos.   A melhoria contínua da estrutura convectiva da tempestade promoveu a intensificação conforme a tempestade se aproximava da costa da Carolina do Norte.  Às 00:00 UTC em 4 de julho, Arthur atingiu o seu pico de ventos de 160 km/h (100 mph), classificando-o como uma furacão categoria 2 na escala de vento do furacão Saffir – Simpson.   Foi o primeiro furacão a atingir tal força desde o furacão Sandy na temporada de furacões no oceano Atlântico de 2012. A tempestade apresentou uma duração bem definido com um olho de 40 to 48 km (25 to 30 mi) nesse momento.  Depois disso, o furacão atingiu a terra às 03h15 UTC sobre Shackleford Banks da Carolina do Norte, localizado entre Cape Lookout e Beaufort. Ao fazer isso, tornou-se o primeiro caso de um furacão atingindo a costa do estado durante um ano civil, superando o recorde anterior de 11 de julho causado por um furacão sem nome em 1901.  Um ligeiro aprofundamento do ciclone ocorreu à medida que se movia sobre o estreito de Pamlico, com sua pressão barométrica chegando ao fundo em 973 mbar ( hPa ; 28,73 inHg ).  Continuando através do estreito de Pamlico, os olhos de Arthur percorreram a costa de Dare County antes de atingir o norte de Oregon Inlet às 07:00 e 08:00 UTC, respectivamente.
Após ressurgir sobre o Oceano Atlântico em 4 de julho, Arthur começou a enfraquecer. Embora o seu olho permanecesse bem definido, os ventos elevados na tempestade falharam em se misturar com eficácia à superfície.  Atravessando as temperaturas decrescentes da superfície do mar e em meio a um cisalhamento crescente, Arthur começou a transição para um ciclone extratropical mais tarde naquele dia. Os topos das nuvens associados ao sistema aqueceram e a estrutura tornou-se assimétrica. O reconhecimento continuou a indicar fortes ventos de nível de vôo de 192 km/h (119 mph) mas os ventos de superfície na época não ultrapassaram 130 km/h (80 mph).  Acelerando à frente do vale ao longo da Costa Leste, os olhos de Arthur se dissiparam no início de 5 de julho;  a tempestade passou a 75 mi (120 km) de Chatham, Massachusetts por volta das 03:00 UTC.  A convecção tornou-se cada vez mais deslocada para o nordeste à medida que o ar seco entrava nas porções ocidentais da circulação.  Os ventos de superfície diminuíram abaixo da força do furacão às 06:00 UTC, e Arthur completou a sua conversão para um sistema extratropical às 12:00 UTC enquanto se movia sobre a Baía de Fundy.  O NHC posteriormente emitiu o seu parecer final sobre a tempestade e transferiu a responsabilidade de avisos para o Centro Canadense de Furacões.
Os vestígios de Arthur voltaram a se intensificar um pouco enquanto ele atravessava as Marítimas ; um sting jet (jato picante) com rajadas de 105–129 km/h (65–80 mph) desenvolvido ao longo da parte traseira da tempestade. O antigo furacão causou um impacto adicional na região perto do Parque Nacional de Fundy por volta das 18:00 UTC.  Em 6 de julho, o jato agudo se dissipou e o enfraquecimento constante do ciclone foi retomado, pois apenas um jato dividido fornecia suporte de nível superior para a tempestade.  Voltando para o nordeste, Arthur mudou-se para Labrador mais tarde naquele dia.  Uma vez sobre o Mar do Labrador, Arthur virou para noroeste enquanto enfraquecia antes de dobrar de volta para sudeste. Depois de enfraquecer abaixo da força do vendaval, o sistema extratropical se dissipou no final de 9 de julho.
Os meteorologistas observaram uma maior precisão no Laboratório Geofísico de Dinâmica de Fluidos da Administração Oceânica e Atmosférica Nacional e nos modelos de Previsão e Pesquisa do Tempo de Furacões para prever a intensidade e o rastro do Furacão Arthur.

## Preparações
|  |                    |  |                              |
|  | Aviso de Furacão   |  | Aviso de Tempestade tropical |
|  | Aviso de Tornado   |  | Alerta de Tornado            |
|  | Aviso de inundação |  | Declaração especial do tempo |

Vários alertas e alertas de ciclones tropicais foram afixados ao longo da costa leste dos Estados Unidos antes dos impactos de Arthur na Flórida, nas Carolinas, na Nova Inglaterra e no Canadá Atlântico. Ao se transformar em um ciclone tropical no início de 1 de julho, um alerta de tempestade tropical foi emitido na Flórida de Fort Pierce a Flagler Beach. Às 09:00 UTC no dia seguinte, a vigilância de tempestade tropical foi interrompida ao sul de Sebastian Inlet, enquanto outra foi postada do Rio Santee na Carolina do Sul para Bogue Banks na Carolina do Norte. Além disso, um alerta de furacão foi emitido para a entrada do Oregon até a divisão dos estados da Carolina do Norte – Virgínia. Mais tarde em 2 de julho, um alerta de tempestade tropical entrou em vigor do lado da Carolina do Norte de Little River Inlet até à fronteira do estado com a Virgínia. Simultaneamente, o alerta de tempestade tropical na Flórida foi removido.
Às 21:00 UTC em 2 de julho, um alerta de furacão foi postado na Carolina do Norte de Surf City a Duck, incluindo os corpos de água de Albemarle e Pamlico. Além disso, um aviso de tempestade tropical foi emitido do rio Santee para Surf City, enquanto outro entrou em vigor de Duck para Cape Charles Light na Virgínia, incluindo a foz da Baía de Chesapeake. Um alerta de tempestade tropical foi postado em Massachusetts às 21:00 UTC em 3 de julho, que se estende de Provincetown a Chatham ao longo de Cabo Cod, incluindo Nantucket, além de uma tempestade tropical entre Port Maitland e Point Aconi emitida pela Environment Canada. Por volta da 01:00 UTC em 4 de julho, o alerta de furacão foi interrompido ao sul de Surf City, enquanto o alerta de tempestade tropical foi interrompido ao sul de Little River Inlet. Duas horas depois, o alerta de tempestade tropical foi cancelado ao sul de Cape Fear, Carolina do Norte, e os alertas de tempestade tropical no Canadá foram expandidos para incluir Nova Brunswick da fronteira Canadá-Estados Unidos a Grande Anse, incluindo a Ilha do Cabo Bretão e a Ilha do Príncipe Eduardo.

Animação de radar de Arthur em 1 de julho enquanto passava a lesta da Flórida

O alerta de tempestade tropical de Surf City a Cape Fear foi interrompido às 05:00 UTC em 4 de julho - Poucas horas depois, a parte do alerta de furacão ao sul de Bogue Inlet foi removida. Às 09:00 UTC em 4 de julho, o alerta de tempestade tropical em Massachusetts foi estendido para o oeste até Woods Hole. Naquela época, as áreas a oeste de Cabo Lookout, na Carolina do Norte, não estavam mais sob alerta de furacão. Na Carolina do Norte, o alerta de furacão foi cancelado para áreas ao sul de Ocracoke Inlet às 11:00 UTC. Todos os avisos de furacão no estado foram interrompidos quatro horas depois, assim como o aviso de tempestade tropical em Albemarle Sound; além disso, todos os alertas de tempestade tropical emitidos pela Environment Canada foram convertidos em avisos de tempestade tropical. Às 18:00 UTC em 4 de julho, o alerta de tempestade tropical na costa leste da Virgínia, incluindo a foz da Baía de Chesapeake, foi interrompido. Depois de passar por Nantucket e Cape Cod, os avisos de tempestades tropicais restantes na Nova Inglaterra foram rescindidos.
O governador da Carolina do Norte, Pat McCrory, declarou estado de emergência por 25 condados antes da chegada do furacão.  Quatorze abrigos foram abertos, e a deteriorada Ponte Bonner da Rodovia 12 da Carolina do Norte foi fechada por precaução.  As evacuações obrigatórias foram declaradas para a ilha Hatteras e Richland Township no condado de Beaufort, enquanto as evacuações voluntárias foram anunciadas para a ilha Ocracoke, Aurora, Pamlico Beach e Belhaven. Aproximadamente 4.300 indivíduos fugiram da Ilha de Ocracoke de balsa, apesar de estarem apenas sob evacuação voluntária e, embora uma evacuação obrigatória tenha sido incentivada pelo diretor de gerenciamento de emergência do condado de Hyde, outros funcionários recusaram o pedido.  Alertas de Tornado foram emitidos por 10 Condados da Carolina do Norte.  Em preparação para a possibilidade de que a tempestade de Arthur tornaria a Rodovia 12 da Carolina do Norte e a Ilha de Hatteras inacessíveis, as autoridades locais implantaram equipamento pesado capaz de remover areia e outros detritos.

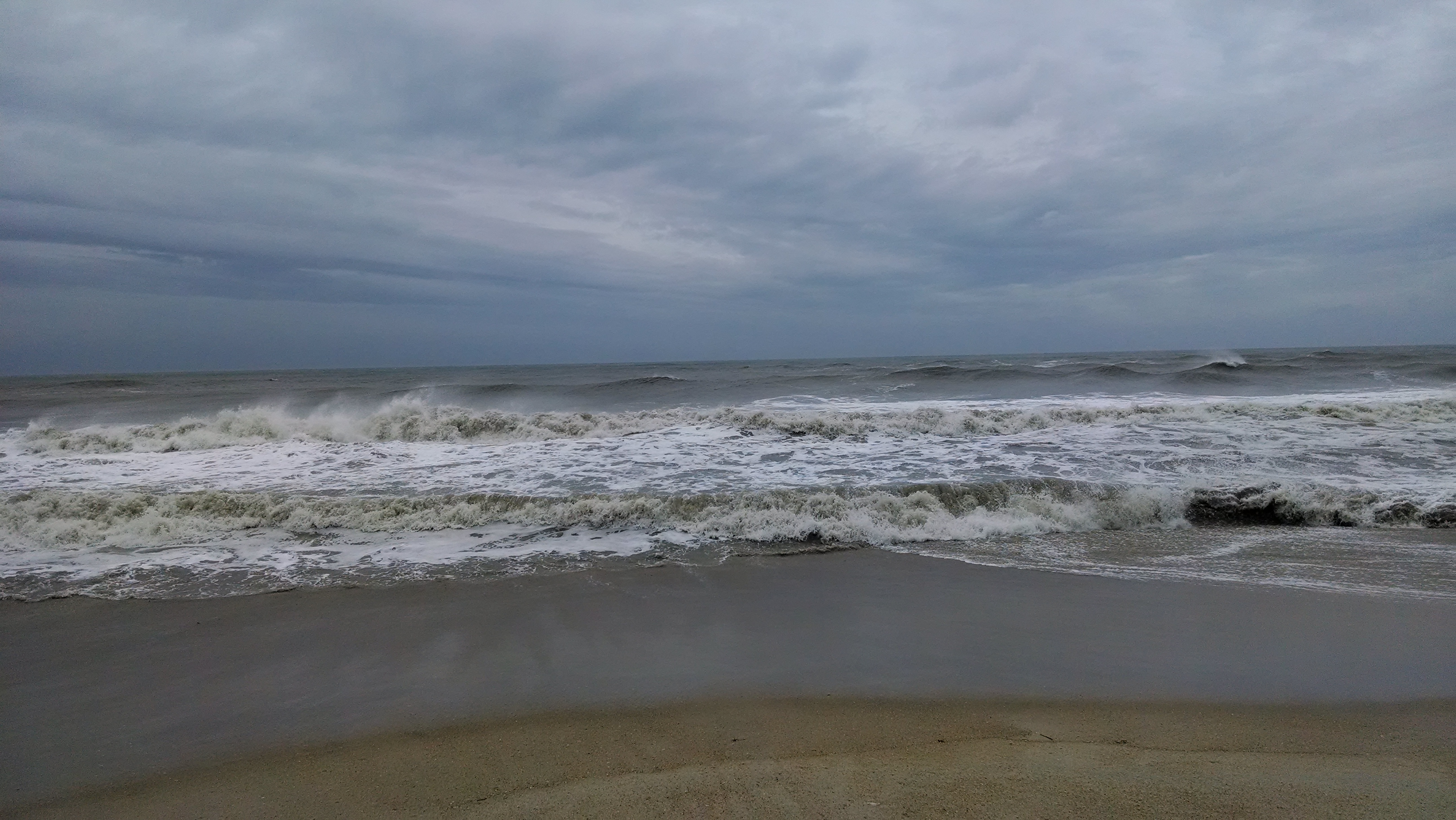
Ondas altas na Ilha de Assateague causadas por Arthur

Para ajudar nos preparativos para a tempestade, 105 Membros da Guarda Nacional da Carolina do Norte e 400 policiais da patrulha rodoviária estadual ajudaram a facilitar as evacuações e os preparativos para tempestades ao longo da costa do estado.  O serviço de balsa de Pamlico Sound foi suspenso  e várias atividades do Dia da Independência remarcadas. Enquanto isso, em Ocean City, Maryland, um evento comemorativo de fogos de artifício foi adiado para 5 de julho,  e em Boston, um concerto de Fourth of July Boston Pops e uma exibição de fogos de artifício foram reprogramados para 3 de julho.  Exibições de fogos de artifício também foram adiadas em Rhode Island.  Oficiais do Serviço Meteorológico Nacional e da Guarda Costeira alertaram sobre o potencial de correntes de ar ao longo da Costa Leste resultantes de Arthur.  O Wright Brothers National Memorial e o Cape Lookout National Seashore, operados pelo National Park Service, foram fechados antes da tempestade.  Várias companhias aéreas dispensaram taxas de alteração para viajantes em áreas afetadas por Arthur.  Oficiais da Base Aérea Seymour Johnson enviaram mais de 54 aeronave para Dayton, Ohio, para evitar a ocorrência de danos potenciais do vento.  Em Nantucket, Massachusetts, uma escola foi convertida em um abrigo temporário em antecipação à chegada de Arthur.
Antecipando a chegada de Arthur, a Nova Scotia Power preparou e coletou recursos para o caso de quedas de energia e outros impactos na região.  Numerosos eventos de fim de semana foram cancelados em todas as regiões marítimas canadenses, incluindo o Stan Rogers Folk Festival.  Vários proprietários de barcos e pescadores tomaram precauções extras fechando as escotilhas e amarrando cabos extras nos cais para evitar que navios e barcos se soltassem na tempestade. Autoridades do Meio Ambiente do Canadá emitiram avisos de vento forte, além dos avisos anteriores de tempestades tropicais para as províncias Marítimas e consideraram a imposição de avisos de chuva para as partes ocidentais da Ilha do Príncipe Eduardo. Os parques administrados pela província na Nova Escócia, incluindo praias e áreas de camping, foram fechados antes da chegada de Arthur, e várias companhias aéreas dispensaram as taxas de transferência.  Funcionários em Moncton afirmaram que o pessoal da cidade estaria preparado para responder a possíveis problemas causados por Arthur, como inundações ou árvores caídas, enquanto a Cruz Vermelha canadense preparava voluntários em caso de necessidade de assistência emergêncial. A Estação Geradora Nuclear de Point Lepreau tomou medidas de precaução contra a tempestade, com funcionários da Comissão de Segurança Nuclear Canadense destacados para o local.

## Impacto

### Bahamas

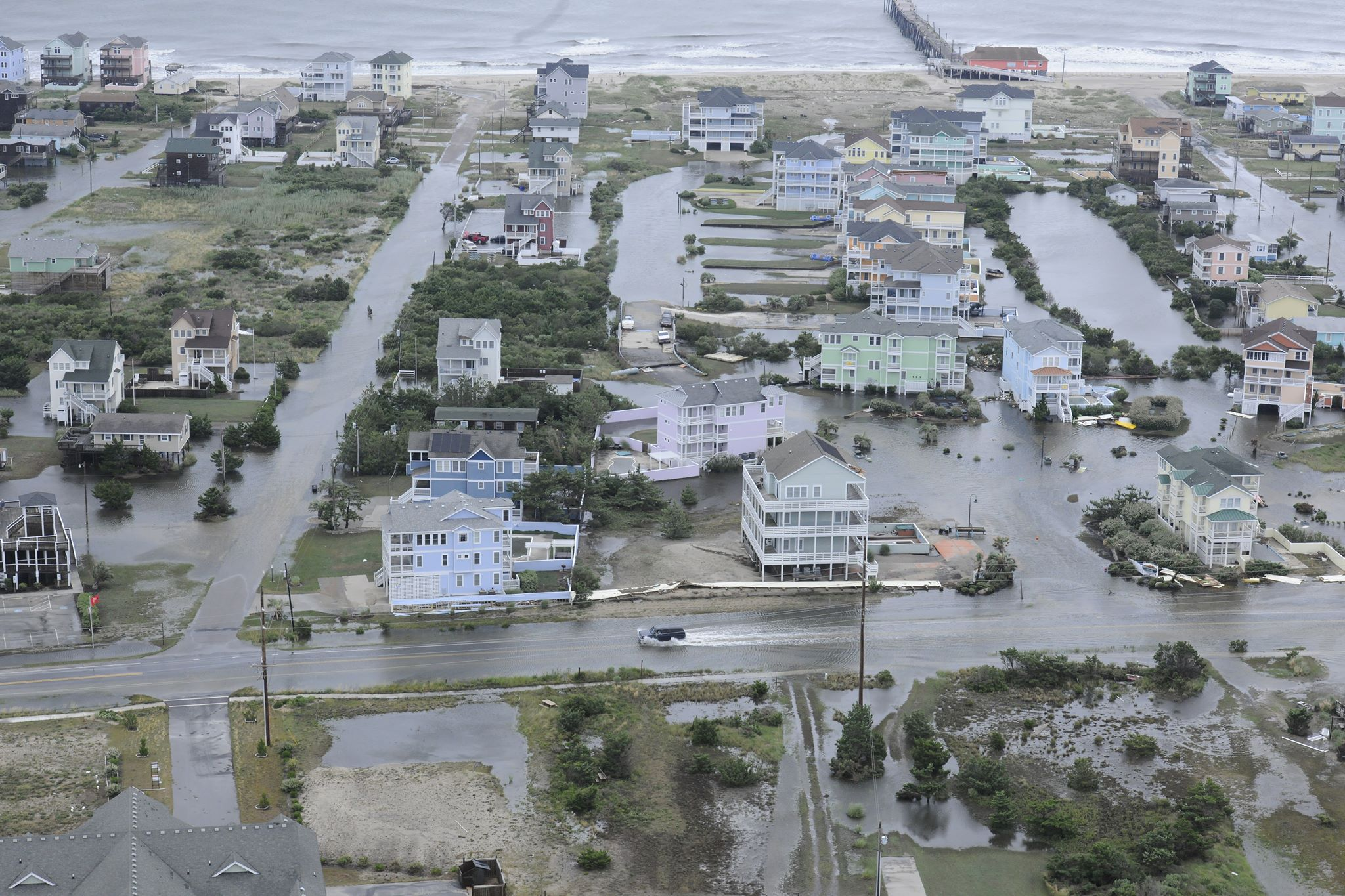
Inundação no Píer Rodanthe, na Ilha de Hatteras, após a passagem do Furacão Arthur

Entre 30 de junho e 1 de julho, as bandas externas de Arthur produziram chuva leve sobre o noroeste das Bahamas, com 3,200 mm (126 in) medido em Freeport.   Os ventos em Settlement Point em Grand Bahama atingiram o pico de 76 km/h (47 mph) com rajadas de 98 km/h (61 mph).

### Estados Unidos
O dano total nos Estados Unidos foi estimado em mais de US $ 10 milhões.

#### Flórida, Geórgia e Carolina do Sul
Embora Arthur tenha permanecido offshore, o fluxo em grande escala para o norte do lado oeste do ciclone gerou tempestades severas e dispersas em toda a Flórida por vários dias.  Os efeitos dessas tempestades foram geralmente menores, com danos totalizando apenas US $ 23.000.  Em julho 3 no entanto, uma tempestade produziu ventos em linha reta estimados em 70-80 mph (110-130 km/h) e causou o colapso de dois celeiros perto de Elkton.  Além disso, as correntes marítimas afetaram as áreas costeiras do Atlântico no estado. Em Daytona Beach, uma dezena de nadadores teve que ser resgatada por salva-vidas devido às fortes correntes geradas por Arthur.  Efeitos semelhantes foram sentidos na costa da Geórgia com tempestades espalhadas causando danos menores.  Mais ao norte, na Carolina do Sul, Arthur produziu rajadas de vento de até 68 km/h (42 mph) ao longo de áreas costeiras,  resultando em cortes de energia dispersos.  Chuvas fortes também caíram em Myrtle Beach e ao redor dela,  com um pico de 22,200 mm (873 in) medido fora da cidade; este foi o maior total observado em relação à tempestade em todo o país.

#### Carolina do Norte

AVN color loop of Arthur making landfall in Outer Banks on July 4

O furacão Arthur foi o primeiro furacão registrado na Carolina do Norte,  chegando em terra às 03:15 UTC em julho 4 - No Cape Lookout, uma rajada de vento de pico de 163 km/h (101 mph) e ventos sustentados máximos de 1 minuto de 124 km/h (77 mph) foram registrados. Uma estação da Guarda Costeira dos Estados Unidos em Cabo Hatteras observou uma rajada de pico de 146 km/h (91 mph).  Um tornado EF1 pousou no condado de Duplin, danificando duas estruturas e muitas árvores, enquanto uma nuvem em funil foi avistada nas proximidades de Elm City.   Outro tornado EF1 foi relatado no condado de Martin, que derrubou uma árvore contra uma casa. A maior precipitação total medida como resultado de Arthur na Carolina do Norte, 4.20 in (107 mm), foi gravada em Kinston. Marés altas foram relatadas ao longo da costa, com pico de tempestade de 4.5 ft (1.4 m) em Oregon Inlet.

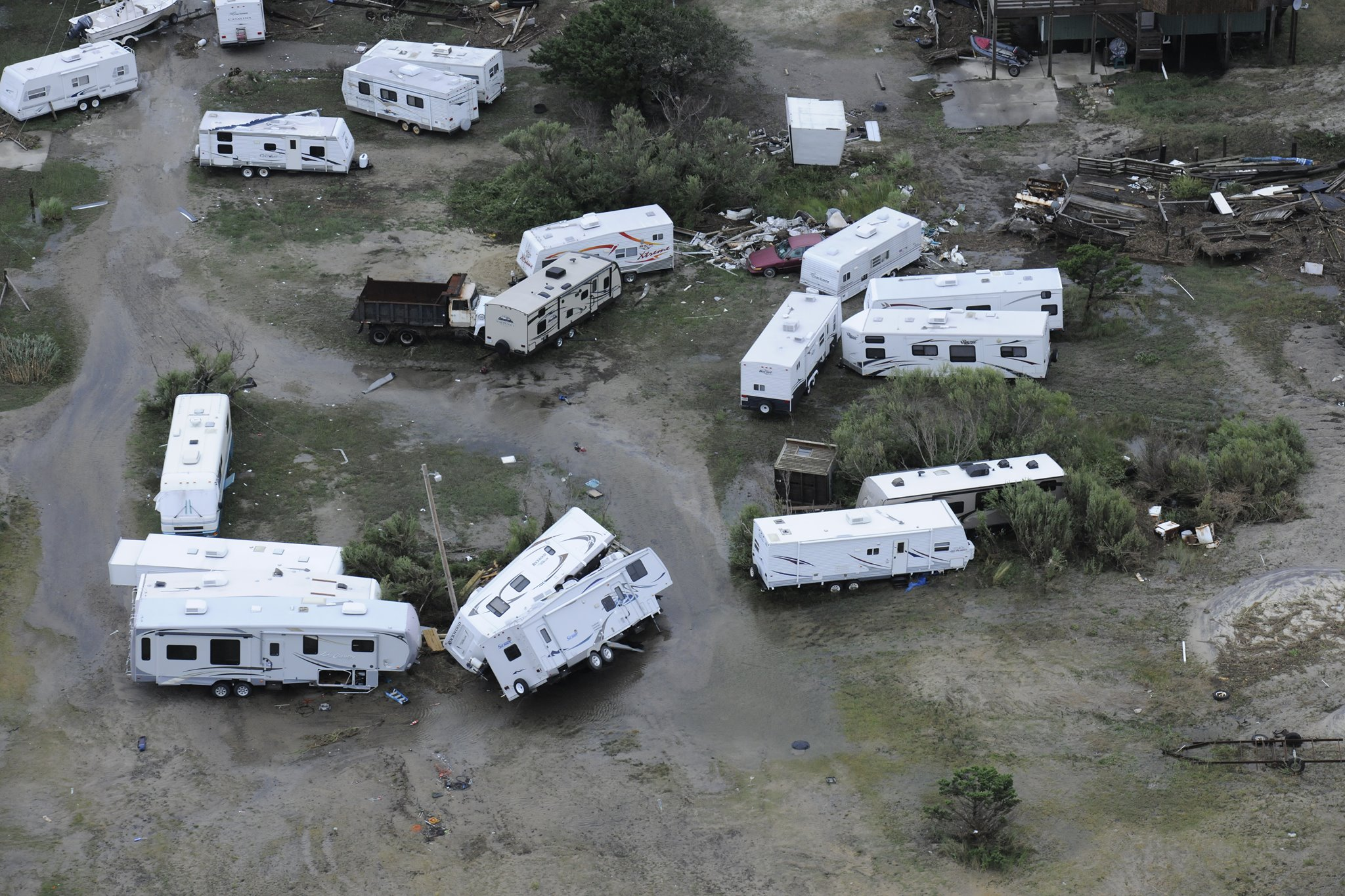
Casas móveis viradas na Carolina do Norte danificadas pelos ventos fortes de Arthur

Arthur causou quedas de energia impactando pelo menos 44.000 clientes,  dos quais 16.500 estavam no condado de Carteret ; outros 1.000 interrupções ocorreram nos condados de Craven e New Hanover.  Como resultado, a Duke Energy implantou mais de 500 pessoal para restaurar o serviço elétrico,  enquanto a Tideland EMC tratou de mais de 2.000 interrupções nos condados de Pamlico, Hyde e Craven.  Fortes ventos derrubaram árvores e postes de energia no condado de Hyde e na ilha de Ocracoke,  e inundações ocorreram ao sul do centro de Wilmington, Carolina do Norte.  Em outras áreas ao longo da costa, as águas da enchente atingiram 0.91–1.83 m (3–6 ft) profundo;  com erosão costeira generalizada observada em muitas áreas.  Enquanto isso, em Wrightsville Beach, o furacão arrancou telhas e palmeiras parcialmente desfolhadas,  e em Manteo, 6 to 8 in (150 to 200 mm) de água inundou várias empresas. Perto dali, Kill Devil Hills sofreu inundações em várias residências e estradas.  Chuvas copiosas e ventos fortes foram relatados ao longo dos Outer Banks ; pelo menos um condado adicional foi adicionado à declaração de estado de emergência da Carolina do Norte, e embora as autoridades no condado de Dare inicialmente pretendessem cortar o acesso ao condado enquanto a destruição potencial estava sendo pesquisada, o toque de recolher terminou logo após o amanhecer. Oficiais de emergência anunciaram a intenção de iniciar avaliações de danos em todo o estado conforme o nascer do sol se aproximava e Arthur partia da região.
Depois de experimentar uma "falha de comunicação" com funcionários da Ilha de Ocracoke, um gerador e equipamento de comunicação foram entregues por balsa.  A Rodovia 12 da Carolina do Norte, a única estrada que liga a Ilha de Hatteras ao continente, permaneceu fechada após a passagem de Arthur, coberta de água e areia.  O custo do conserto da estrada foi inferior a US $ 1 milhão.  Em Manteo, partes da US Route 64 foram fechadas devido a inundações,  e porções do norte da costa da Carolina do Norte também sofreram inundações significativas.  Poucos cancelamentos de voos foram necessários devido à abordagem de Arthur ao longo da Costa Leste, já que os impactos da tempestade foram principalmente offshore e os danos foram limitados a escombros espalhados e estradas inundadas.  No geral, os danos ao longo da costa da Carolina do Norte foram leves, e nenhuma morte ou ferimentos graves foram registados.  Em todo o condado, um total de 161 estruturas sofreram danos, 16 dos quais sofreram grandes danos, enquanto nenhum foi destruído.  Os danos na Carolina do Norte totalizaram US $ 2,35 milhões, quase inteiramente no condado de Dare.  Os poucos danos em todo o estado foram em grande parte devido ao movimento rápido da tempestade. The low damage across the state was largely due to the storm's fast motion.

#### Meio Atlântico e Nova Inglaterra

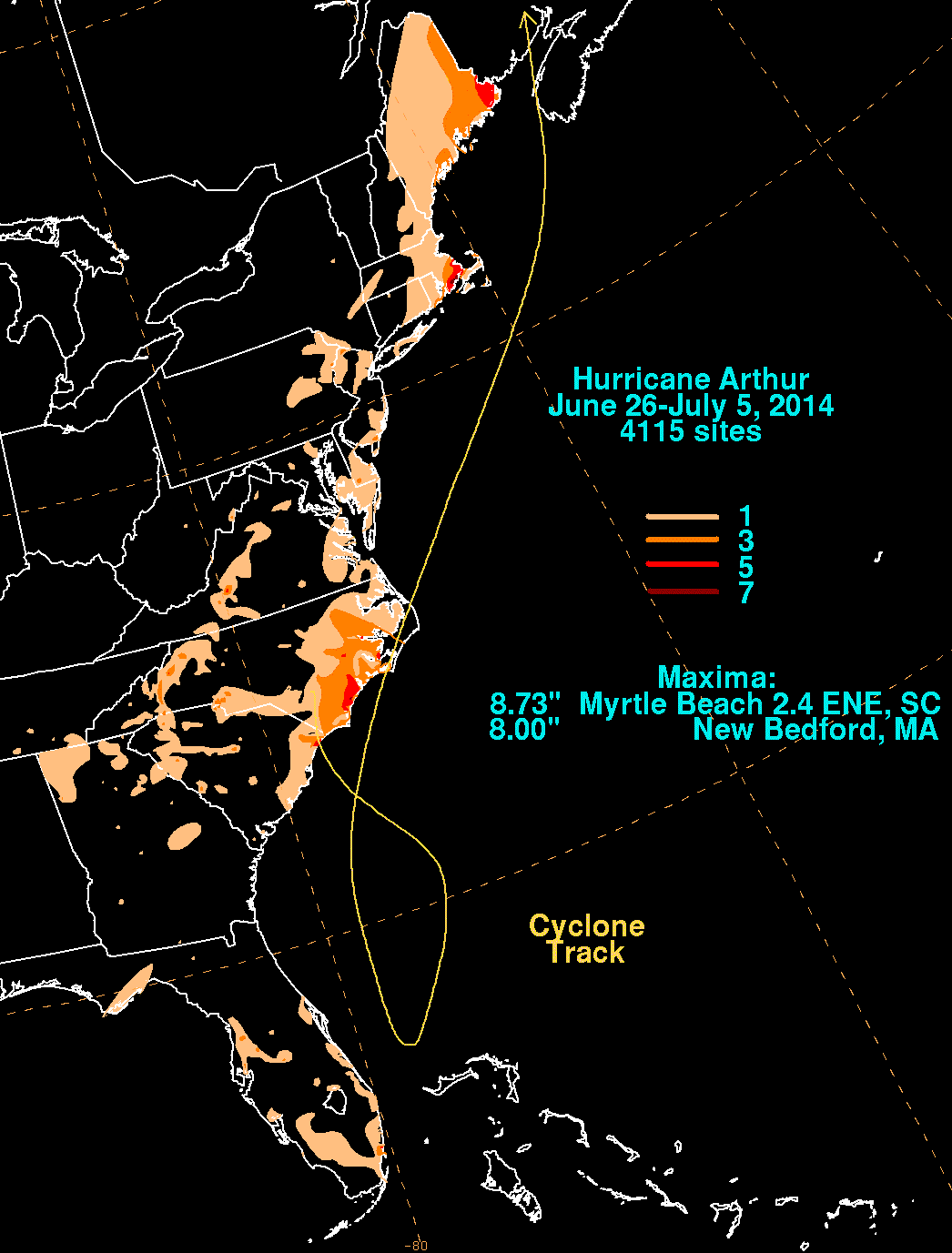
Acumulação de chuva do furacão Arthur no leste dos Estados Unidos

Devido ao tamanho um tanto grande de Arthur, ventos fortes e chuvas leves afetaram partes da Península de Delmarva. Na Virgínia, ventos sustentados atingiram um pico de 89 km/h (55 mph) no Rappahannock Light com rajadas de até 97 km/h (60 mph). Os ventos com força de tempestade tropical ficaram confinados principalmente às áreas costeiras de Delaware e Maryland. A onda máxima de tempestade foi de 0.73 m (2.38 ft) em Money Point, Virgínia e 71 m (234 ft) em Lewes, Delaware. Marés de tempestade notáveis também ocorreram em Connecticut, Nova Jersey e Nova York, com pico de 3.49 ft (1.06 m) em Bridgeport, Connecticut.
Ventos sustentados de 79 km/h (49 mph) e rajadas de 101 km/h (63 mph) foram relatados perto da Ilha de Nantucket em Massachusetts quando Arthur passou perto da costa.  Inundações foram relatadas nas proximidades das ruas Broad e Easy na Ilha de Nantucket, e fortes chuvas induziram inundações generalizadas em outros lugares também,  com até 200 mm (8 in) de chuva medida em New Bedford, 7.20 in (183 mm) em Plymouth e 6.26 in (159 mm) em Fairhaven.  A acumulação em New Bedford classificou Arthur como o nono ciclone tropical mais úmido já registrado no estado.  A Polícia Estadual de Massachusetts fechou o acesso a partes da Interestadual 195, Massachusetts Route 18 e US Route 6 por precaução. Perto de Fairhaven, Adams Street foi inundada e inacessível,  enquanto a forte chuva resultou em enchentes em New Bedford; como resultado, uma emergência de inundação repentina foi imposta pelo Serviço Nacional de Meteorologia. Além disso, o serviço de balsa de e para Martha's Vineyard e Nantucket foi suspenso.  Pequenas inundações também levaram ao fechamento de estradas ao redor de Boston, incluindo o túnel da Interestadual 93 próximo ao Leverett Circle. O New Bedford Whaling Museum também foi inundado, inundado com menos de 20 in (510 mm) de água. Vários barcos foram encalhados e algumas inundações ocorreram em Cape Cod. NSTAR relatou 8.451 interrupções, 7.500 deles em Cape Cod, enquanto a National Grid registrou 1.900, dos quais 1.400 clientes afetados em Middlesex County.  A umidade de Arthur também ajudou no desenvolvimento de tempestades prejudiciais em todo o oeste de Massachusetts. As perdas totais no estado chegaram a US $ 889.000.
No Maine, rajadas de vento com força de tempestade tropical derrubaram várias árvores e linhas de energia em partes orientais do estado. Os ventos no continente atingiram 93 km/h (58 mph) enquanto a Ilha de Machias Seal observou 114 km/h (71 mph).  Interrupções no Maine afetaram 20.000-25.000 residências, principalmente nos condados de Hancock e Washington.  Cerca de 2.800 Clientes da Central Maine Power e 4.390 Os clientes de Emera Maine perderam energia, principalmente devido à derrubada de árvores e galhos em todo o estado.  Danos locais significativos ocorreram no condado de Aroostook, onde fortes chuvas permitiram que os ventos se misturassem à superfície.  Paralelamente aos ventos, fortes chuvas afetaram o estado, com no máximo 6.48 in (165 mm) perto de Whiting.  Os efeitos das chuvas foram insignificantes, com apenas pequenas inundações relatadas nos condados de Hancock e Washington.  Mais para o interior em Vermont, 1.600 os clientes perderam energia.

#### Atlantic Canada e Quebec

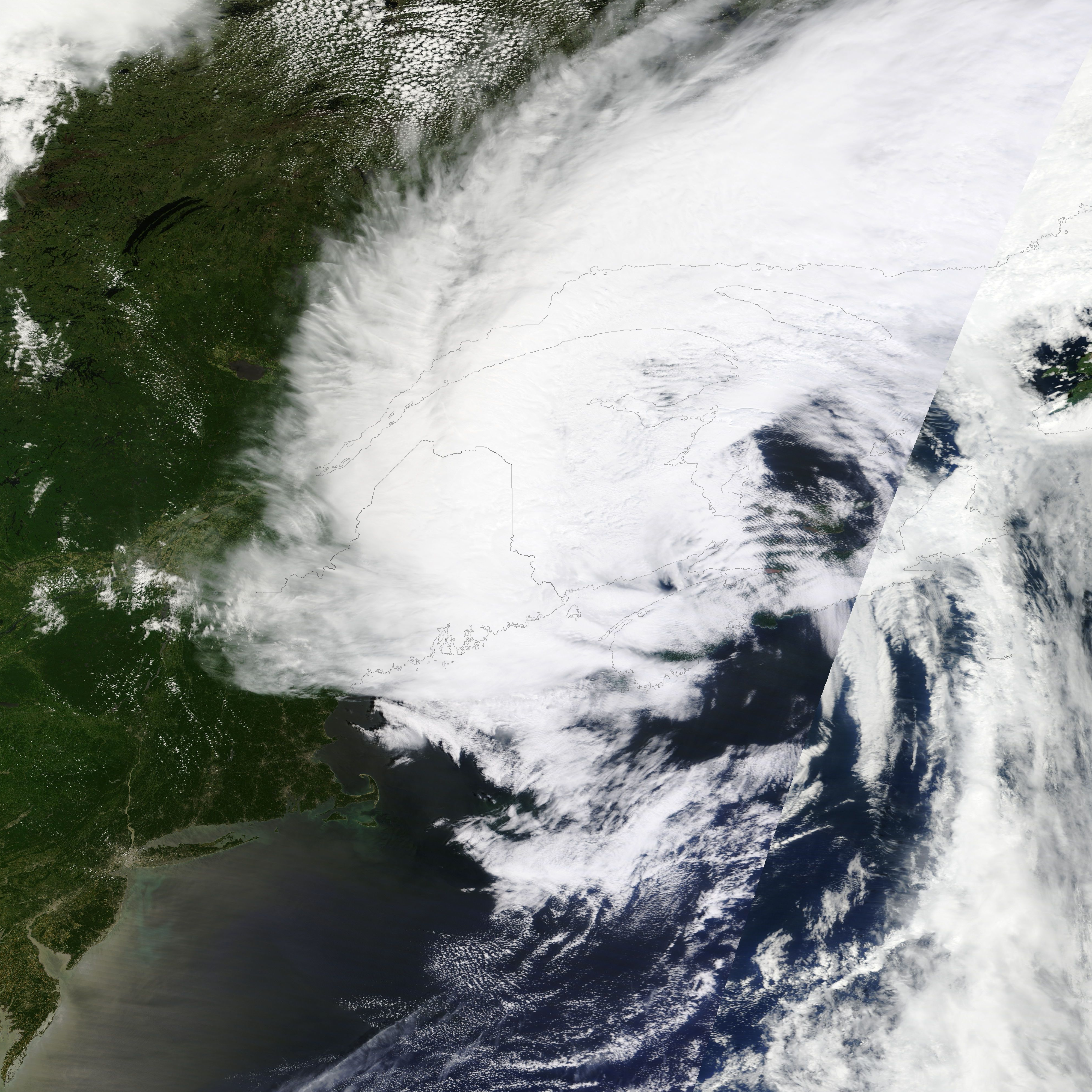
Ciclone pós-tropical Arthur sobre as Marítimas em julho 5

Ventos fortes sopraram até 120 km/h (75 mph) em grande parte da Nova Escócia, com um valor de pico confirmado de 140 km/h (87 mph) em Greenwood e um valor não confirmado de 181 km/h (112 mph) em Yarmouth.   Arthur eliminou a energia para mais de 290.000 indivíduos nos maritimes ; 144.000 desses eram clientes da Nova Scotia Power (NSP), e 1.500 da Maritime Electric na Ilha do Príncipe Eduardo. Em New Brunswick, quedas de energia afetaram mais de 140.000 indivíduos, dos quais 52.000 estavam situados perto de Fredericton, forçando o fechamento do campus local da Universidade de New Brunswick.  Chuvas abundantes foram registradas nas partes do sudoeste de New Brunswick, com 5.91 in (150 mm) medido em Gagetown.  As inundações em Saint John, New Brunswick tornaram duas ruas locais inacessíveis, enquanto ventos derrubavam postes elétricos em Fredericton. Em Onslow, Nova Escócia, os bombeiros resgataram um homem preso sob um galho de árvore, enquanto um barco a vela virou no porto de Charlottetown e outro foi levado ao mar.  O furacão forçou a suspensão temporária do serviço de balsa MV Nova Star entre Yarmouth, Nova Scotia e Portland, Maine.  A tempestade causou atrasos e cancelamentos de voos no Aeroporto Internacional Halifax Stanfield, enquanto as balsas LaHave e Tancook Island foram fechadas; além disso, o acesso à ponte A. Murray MacKay era restrito a veículos menores.  Em Stratford, Prince Edward Island, uma mulher morreu após ser atingida por uma porta que foi atingida por uma rajada de vento,  e em Woodstock, New Brunswick, um homem morreu quando seu suporte de oxigênio foi cortado durante uma queda de energia.  Em algumas partes da Nova Escócia, os danos à rede elétrica foram relatados como os piores desde o furacão Juan em 2003.  Os danos em New Brunswick totalizaram pelo menos C $ 12,6 milhões (US $ 11,8 milhão).
Os efeitos de Arthur se estenderam até Quebec, onde o aumento topográfico do vento ocorreu. Rajadas de 80 to 100 km/h (50 to 62 mph) afetou a região de Gaspésie – Îles-de-la-Madeleine.  Chuvas intensas localmente caíram em algumas partes da província, com valores máximos chegando a 80 mm (3.1 in).  O dano mais pesado ocorreu ao longo da Baía de Chaleur.  Inúmeras árvores e linhas de energia foram derrubadas pela tempestade, deixando 23.000 Clientes Hydro Québec sem eletricidade. Uma parte da Quebec Route 132 perto de Carleton-sur-Mer foi temporariamente fechada devido aos destroços caídos.  Inundações severas afetaram Mont-Louis, com 40 casas afetadas, bueiros arrastados e estradas tornadas intransitáveis. Uma parte da Quebec Route 198 perto da área foi arrastada pela água. Na vizinha Marsoui, o serviço de água e esgoto foi interrompido com danos estimados em mais de C $ 4 milhões (US $ 3,75 milhão).

Se isto é a infraestrutura mais fiável na história desta empresa, eu não gostaria de ver quando está vulnerável.

Primeiro Ministro da Nova Escócia, Stephen McNeil, 11 de julho de  2014

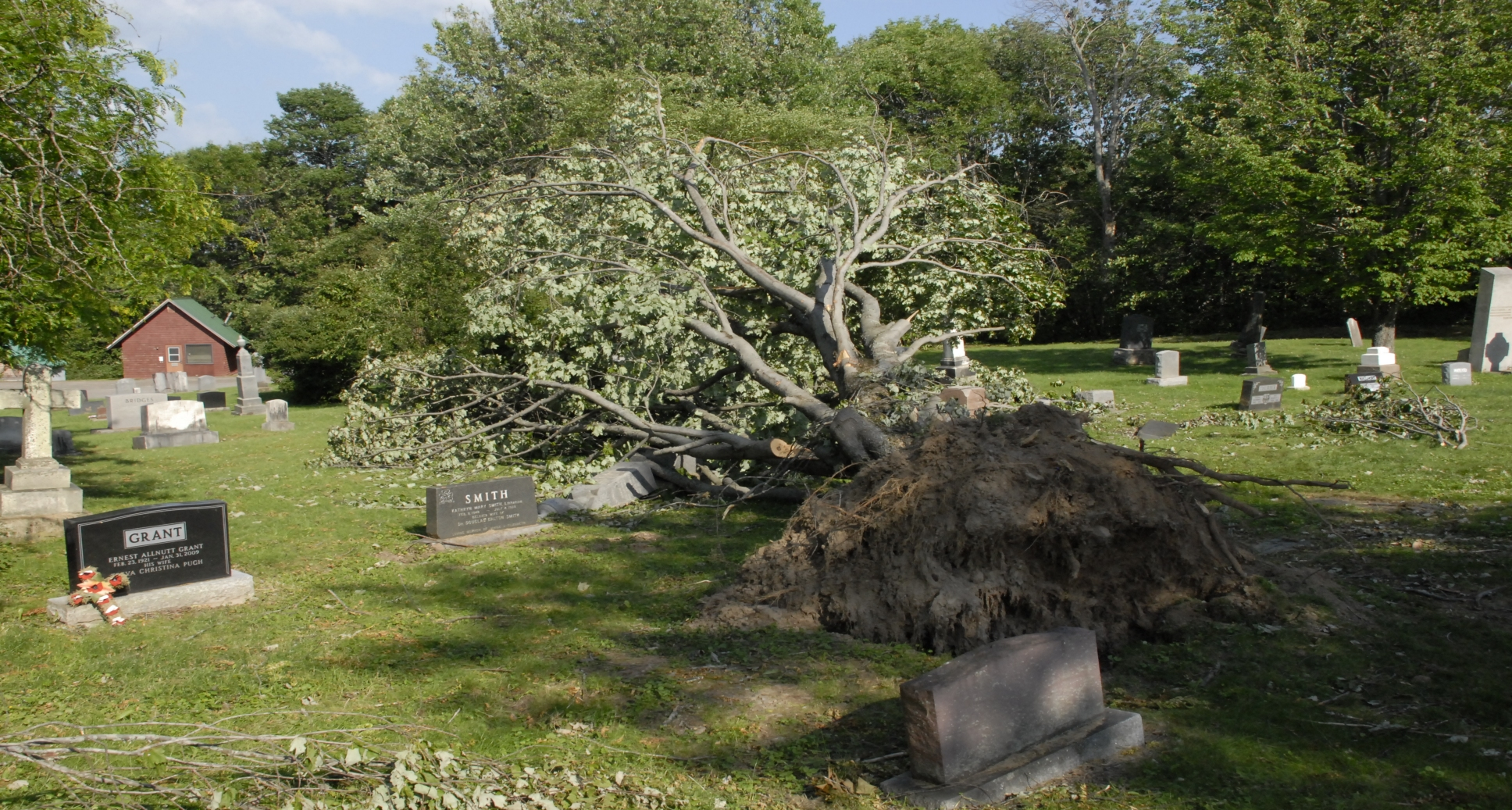
Danos causados pelos restos de Arthur no cemitério Forest Hill em Fredericton, New Brunswick, onde as autoridades estimaram uma perda de cerca de 10.000 árvores em "The City of Stately Elms"

Os cortes de energia na Nova Escócia duraram uma semana após a passagem da tempestade.  Isso gerou inúmeras reclamações de residentes e funcionários, ambos criticando a NSP por sua resposta lenta. Em julho 9, o presidente e CEO da NSP, Bob Hanf, apresentou um pedido público de desculpas pela falha na comunicação entre sua empresa e os clientes.  Em julho 11, 2.400 os clientes permaneceram sem eletricidade com 187 equipes trabalhando para restaurá-lo. O atraso na restauração gerou inúmeras reclamações de residentes e o primeiro-ministro da Nova Escócia, Stephen McNeil, condenou a resposta do NSP como "imperdoável". McNeil ordenou que uma revisão da empresa fosse feita pelos reguladores provinciais. Ele e o Ministro da Energia, Andrew Younger, concordaram que houve uma falha total de comunicação, nomeadamente através do seu site, entre a NSP e os residentes. Uma residente em Annapolis Valley afirmou que a empresa disse continuamente que sua energia seria restaurada em breve, quando no final das contas demorou cinco dias para retornar. NSP afirmou que nos quatro anos anteriores a Arthur, C $ 70 milhões (US $ 65,7 milhões) foram gastos na melhoria da infraestrutura elétrica; entretanto, a tempestade foi de uma gravidade além de qualquer outra desde o furacão Juan.
Problemas semelhantes ocorreram em New Brunswick, onde 18.000 os clientes permaneceram sem energia até julho 11 Mais de 310 as tripulações permaneceram posicionadas em toda a província com eletricidade totalmente restaurada na semana seguinte. Os custos para reparar a rede elétrica foram estimados em mais de C $ 12 milhões (US $ 11,3 milhão). Houve críticas de que a New Brunswick Power não se preparou adequadamente para a tempestade e, na verdade, solicitou a assistência de outras empresas públicas de energia e empreiteiros privados depois que a tempestade começou. Dois prédios públicos em Fredericton foram utilizados como centros de recarga para os residentes carregarem seus telefones e chuveiros. Cerca de 6.000 as pessoas aproveitaram isso até julho 10 Mais tarde, gelo raspado foi distribuído do Grant-Harvey Center na cidade, enquanto vários locais de descarte de lixo foram abertos para os residentes se livrarem de alimentos estragados por falta de energia.  Gaëtan Thomas, presidente e CEO da NB Power, comparou os efeitos de Arthur na região ao furacão Katrina ao longo da Costa do Golfo dos Estados Unidos em agosto 2005. Ele referiu que durante o Katrina, 50 por cento da região afetada perdeu energia, enquanto na esteira de Arthur 57 por cento de New Brunswick estava no escuro sobre uma área geográfica semelhante. Cortes anteriores no orçamento de poda de árvores da empresa foram citados como uma possível causa na escala dos danos. Como tal, seu orçamento para corte em 2015 foi aumentado de C $ 6 milhões a C $ 8 milhão.

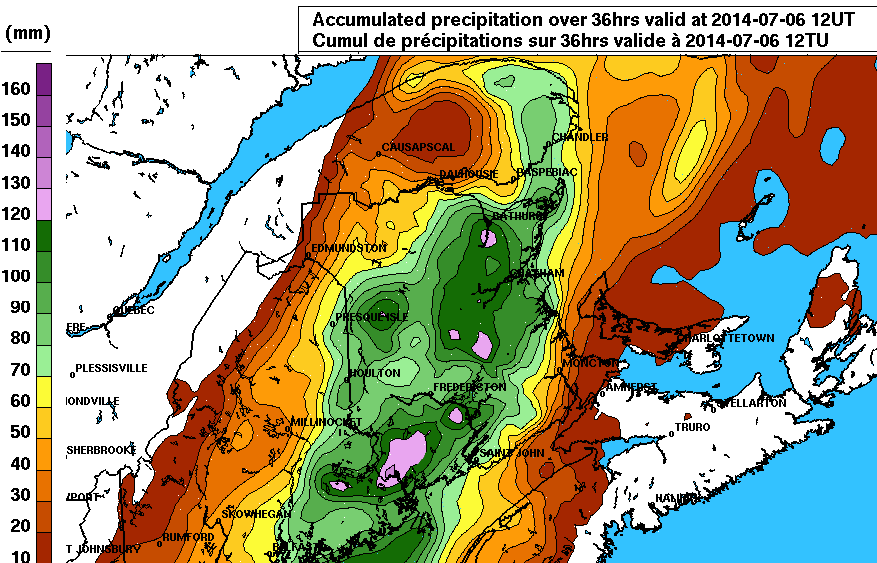
Acumulação de chuva do furacão Arthur no leste do Canadá e Maine (em francês)

Funcionários de gerenciamento de emergência em Fredericton afirmaram que pode levar anos até que a cidade se recupere totalmente da tempestade. A restauração de energia na província atingiu mais de 99 por cento em julho 16 com apenas 750 os clientes ainda estão fora. No entanto, uma tempestade naquela noite revelou a natureza fraca da rede elétrica, já que as interrupções aumentaram para mais de 4.000.  Na semana seguinte, o Ministro de Energia Craig Leonard refutou as afirmações de que uma revisão pública do NB Power era necessária, apesar da longevidade e severidade dos cortes de energia. Os partidos liberal e verde de New Brunswick apoiaram uma revisão independente da empresa, enquanto Leonard alegou que apenas uma revisão interna era necessária.  O custo total para restaurar e reparar os danos à rede elétrica causados pela tempestade foi de C $ 8,4 milhões (US $ 7,9 milhão). Isso o classificou como o segundo evento mais caro para a Nova Scotia Power em um ciclone tropical, atrás apenas do furacão Juan.  New Brunswick Power relatou perdas ainda maiores de Arthur, com danos no valor de C $ 23 milhões (US $ 21,6 milhão). Isso marcou o desastre mais caro da história da empresa, superando a tempestade de gelo de dezembro de 2013.  À luz dos graves danos, a NB Power alocou um extra de C $ 5,1 milhões (US $ 4,8 milhões) para poda de árvores durante o ano fiscal de 2014-2014.
Em julho 9, 11 municípios em Quebec foram declarados áreas de desastre e elegíveis para financiamento federal.  Mais dez municípios foram colocados sob esta declaração em julho 11 após outras avaliações de danos.  A Cruz Vermelha canadense forneceu alimentos e ajuda aos residentes em Marsoui.  O primeiro-ministro de Quebec, Philippe Couillard, alocou C $ 100.000 em ajuda para as áreas afetadas e prometeu mais financiamento.
Poucas semanas depois da tempestade, um surto severo de queimadura de fogo, uma infecção bacteriana, ocorreu no vale de Annapolis, na Nova Escócia, afetando até 80% dos pomares de maçã do vale. A tempestade foi responsabilizada por causar rachaduras microscópicas nas folhas, o que permitiu que bactérias transportadas pelo ar entrassem nas plantas.